# Exalbidion dotanum
Exalbidion dotanum là một loài nhện trong họ Theridiidae.
Loài này thuộc chi Exalbidion. Exalbidion dotanum được Richard C. Banks miêu tả năm 1914.